# Don Murray
Don Murray (Hollywood, California, 31 de julio de 1929-2 de febrero de 2024) fue un actor estadounidense.

## Carrera
Nacido en Hollywood, California, Murray asistió a la Escuela Secundaria de East Rockaway, Nueva York, donde jugó al fútbol americano. De la escuela secundaria se fue a la Academia Americana de Arte Dramático.
Encarnó a un senador de Estados Unidos en Advise & Consent (1961), una versión cinematográfica de la novela ganadora del premio Pulitzer, que fue dirigida por Otto Preminger y con Murray como tercer actor detrás de Henry Fonda y Charles Laughton. 
También coprotagonizó junto a Steve McQueen en la película Baby the Rain Must Fall (1965) e interpretó a Wild Bill Hickok en el western The Plainsman (1966) y al gobernador Breck en Conquest of the Planet of the Apes (1972). Ya en su madurez, participó en la película de Francis Ford Coppola Peggy Sue se casó (1986) y en la comedia erótica de John Derek Los fantasmas no pueden hacerlo (1989), con Bo Derek, Anthony Quinn y Julie Newmar.

## Televisión

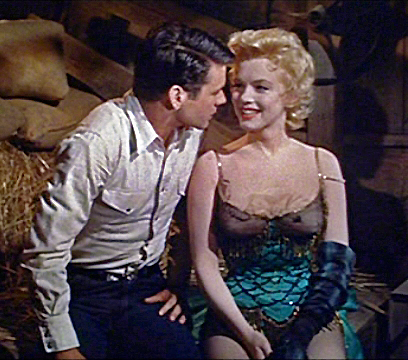
Con Marilyn Monroe en Bus Stop trailer (1956)

Murray tuvo una larga y variada carrera en televisión, incluyendo su papel de Jamal David, en la serie del oeste The Outcasts, que se emitió entre (1968 y 1969) por ABC. Entre sus mejores películas para la televisión figuran el western The Intruders (1970) y A Girl Named Sooner (1975), donde interpreta a un sheriff dispuesto a ayudar a una niña que fue abandonada por su familia.
Una de sus mejores interpretaciones fue la de sargento Jack Leland en Police Story: Confessions of a Lady Cop (1980) dirigida por Lee H. Katzin.
También formó parte de los elencos de Knots Landing (1979-1981) y A Brand New Life (1989-1990) 
Como actor invitado pasó por Police Story, Hallmark Hall of Fame, T. J. Hooker y Wings.

## Teatro
Sobre los escenarios intervino en montajes tan destacados como el estreno en Broadway de La rosa tatuada (1951), de Tennessee Williams en 1951.

## Filmografía
- Justice (serie de televisión, episodio "Shadow of Guilt") - 1954.
- Bus Stop - 1956.
- The Bachelor Party - 1957.
- A Hatful of Rain - 1957.
- From Hell to Texas, de Henry Hathaway - 1958.
- These Thousand Hills, de Richard Fleischer - 1959.
- Shake Hands with the Devil, de Michael Anderson - 1959.
- One Foot in Hell - 1960.
- The Hoodlum Priest - 1961.
- Advise & Consent - 1962.
- Escape from East Berlin - 1962.
- Here's Hollywood - 1963.
- One Man's Way - 1964.
- Baby the Rain Must Fall - 1965.
- Kid Rodelo - 1966.
- The Plainsman - 1966.
- Sweet Love, Bitter - 1967.
- The Borgia Stick (TV) - 1967.
- The Viking Queen - 1967.
- The Outcasts (serie de televisión) - 1968.
- Childish Things - 1969.
- Daughter of the Mind (TV) - 1969.
- The Intruders (TV) - 1970.
- Happy Birthday, Wanda June - 1971.
- Justin Morgan Had a Horse - 1972.
- Conquest of the Planet of the Apes - 1972.
- Cotter - 1973
- The Girl on the Late, Late Show (TV) - 1974.
- The Sex Symbol (TV) - 1974.
- A Girl Named Sooner (TV) - 1975.
- Deadly Hero - 1976.
- How the West Was Won (miniserie) - 1977.
- Rainbow (TV) - 1979.
- Crisis in Mid-Air (TV) - 1979.
- Knots Landing (serie de televisión) - 1979-1981.
- If Things Were Different (TV) - 1980.
- The Boy Who Drank Too Much (TV) - 1980.
- Police Story: Confessions of a Lady Cop (TV) - 1980.
- Fugitive Family (TV) - 1980.
- Endless Love - 1981.
- Return of the Rebels (TV) - 1981.
- Thursday's Child (TV) - 1981.
- Branagan and Mapes (TV) - 1983.
- I Am the Cheese - 1983.
- Quarterback Princess (TV) - 1983.
- License to Kill (TV) - 1984.
- A Touch of Scandal (TV) - 1984.
- Radioactive Dreams - 1985.
- Something in Common (TV) - 1986.
- T. J. Hooker Blood Sport (TV) - 1986.
- Peggy Sue Got Married - 1986.
- Scorpion - 1986.
- Matlock, serie de televisión, episodio "The Billionaire" - 1987.
- Stillwatch (TV) - 1987.
- The Stepford Children (TV) - 1987.
- Mistress (TV) - 1987.
- Made in Heaven - 1987.
- My Dad Can't Be Crazy... Can He? (TV) - 1989.
- A Brand New Life (serie de televisión) - 1989.
- Ghosts Can't Do It - 1990.
- Sons and Daughters (serie de televisión) - 1991.
- Montan Crossroads (TV) - 1993.
- Wings (serie de televisión) - 1995.
- Hearts Adrift (TV) - 1996.
- Mr. Headmistress (TV) - 1998.
- Island Prey - 2001.
- Elvis Is Alive - 2001.
- The Hard Ride - 2011.
- Twin Peaks - (2017), como Bushnell Mullins.

## Premios y distinciones
Premios Óscar
| Año  | Categoría              | Película | Resultado |
| ---- | ---------------------- | -------- | --------- |
| 1957 | Mejor actor de reparto | Bus Stop | Nominado  |